# Apethymus serotinus
Apethymus serotinus – gatunek błonkówki z rodziny pilarzowatych.

## Zasięg występowania
Gatunek szeroko rozpowszechniony w Europie. Notowany w Albanii, Austrii, Belgii, Bułgarii, Chorwacji, Czechach, Danii, Estonii, we Francji, w Holandii, Irlandii, na Łotwie, w Niemczech, Polsce, europejskiej części Rosji Rumunii, na Słowacji,  w Szwecji, Szwajcarii, na Węgrzech i we Włoszech (włączenie z Sycylią).

## Budowa ciała
Gąsienice osiągają 15-18 mm długości. Ciało pofałdowane. Głowa niebieska, połyskująca. Grzbiet jest ubarwiony ciemnoszaro, zaś boki i brzuch są jasnoszare do żółtawoszarego. 
Imago ma 8 -10 mm długości. Ubarwienie przeważająco czarne z białymi środkowymi partiami tylnych odnóży oraz 6 do 8 segmentem czułków  w tym samym kolorze. 

## Biologia i ekologia
Występuje lokalnie. Gatunek związany z drzewami z rodzaju dąb. Larwy żerują, zazwyczaj odsłonięte na górnych powierzchniach liści, od maja do lipca. Osobniki dorosłe spotyka się od sierpnia do października. 